# Número de capilaridad
En mecánica de fluidos, el número de capilaridad (Ca) representa el efecto relativo entre la viscosidad (fuerzas viscosas) y la tensión superficial que actúa a través de una interfaz entre un líquido y un gas, o entre dos líquidos inmiscibles.  Por ejemplo, una burbuja de aire en un flujo de líquido tiende a deformarse por la fricción del flujo de líquido debido a los efectos de la viscosidad, pero las fuerzas de tensión de la superficie tienden a minimizar la superficie.

## Simbología
| Símbolo                       | Nombre                  | Unidad |
| ----------------------------- | ----------------------- | ------ |
| {\displaystyle \mathrm {Ca} } | Número de capilaridad   |        |
| {\displaystyle \sigma }       | Tensión superficial     | N / m  |
| {\displaystyle \mu }          | Viscosidad dinámica     | Pa s   |
| {\displaystyle \nu }          | Viscosidad cinemática   | m2 / s |
| {\displaystyle d}             | Diámetro                | m      |
| {\displaystyle L}             | Longitud característica | m      |
| {\displaystyle t}             | Tiempo                  | s      |
| {\displaystyle u}             | Velocidad               | m / s  |

## Descripción
El número capilar se define como
{\displaystyle \mathrm {Ca} ={\frac {\text{Fuerzas viscosas}}{\text{Fuerzas de tensión superficial}}}}
|               | 1                                                                               | 2                                                                             | 3                                                                             | 4                                                        |
| ------------- | ------------------------------------------------------------------------------- | ----------------------------------------------------------------------------- | ----------------------------------------------------------------------------- | -------------------------------------------------------- |
| Ecuaciones    | {\displaystyle \mathrm {Ca} ={\frac {\nu \ (\rho \ \nu )}{\sigma \ (d^{2}/L)}}} | {\displaystyle \mu =\rho \ \nu }                                              | {\displaystyle \nu ={\frac {d^{2}}{t}}}                                       | {\displaystyle u={\frac {L}{t}}}                         |
| Sustituyendo  | {\displaystyle \mathrm {Ca} ={\frac {(d^{2}/t)\ (\mu )}{\sigma \ (d^{2}/L)}}}   | {\displaystyle \mathrm {Ca} ={\frac {(d^{2}/t)\ (\mu )}{\sigma \ (d^{2}/L)}}} | {\displaystyle \mathrm {Ca} ={\frac {(d^{2}/t)\ (\mu )}{\sigma \ (d^{2}/L)}}} |                                                          |
| Simplificando | {\displaystyle \mathrm {Ca} ={\frac {(L/t)\ \mu }{\sigma }}}                    | {\displaystyle \mathrm {Ca} ={\frac {(L/t)\ \mu }{\sigma }}}                  | {\displaystyle \mathrm {Ca} ={\frac {(L/t)\ \mu }{\sigma }}}                  |                                                          |
| Sustituyendo  | {\displaystyle \mathrm {Ca} ={\frac {\mu \ u}{\sigma }}}                        | {\displaystyle \mathrm {Ca} ={\frac {\mu \ u}{\sigma }}}                      | {\displaystyle \mathrm {Ca} ={\frac {\mu \ u}{\sigma }}}                      | {\displaystyle \mathrm {Ca} ={\frac {\mu \ u}{\sigma }}} |

{\displaystyle \mathrm {Ca} ={\frac {\mu \ u}{\sigma }}}
El número capilar es un número adimensional, por lo tanto su valor no depende del sistema de unidades. En la industria petrolera, el número capilar se denomina {\displaystyle N_{c}} en lugar de {\displaystyle {Ca}}.
Para números capilares bajos (una regla empírica dice menos de 10-5), el flujo en  medios porosos está dominado por las  fuerzas capilares, mientras que para los números capilares altos las fuerzas capilares son insignificantes en comparación con las fuerzas viscoides. El flujo a través de los poros en un yacimiento petrolífero tiene un número capilar del orden de 10-6, mientras que el flujo de petróleo a través de un tubo de perforación de pozos de petróleo tiene un número capilar del orden de 1.
El número capilar juega un papel en la dinámica de flujo capilar, en particular gobierna la dinámica ángulo de contacto de una gota que fluye en una interfaz.